# Idioma moksha
El idioma moksha (moksha: мокшень кяль) es un idioma miembro de la subdivisión fino-volgaica de las lenguas urálicas con aproximadamente 2.000 hablantes nativos. El moksha es un idioma minoritario, salvo en la zona occidental de Mordovia. Es relativamente parecido al idioma erzya, el que no es tan inteligible. El moksha está considerado como una lengua cercana a los extintos idiomas meshchero y muromiano. Hay 6 dialectos del moksha: Central, Occidental (o dialecto Zubu), Suroccidental, Norteño, Suroriental y Sureño.

## Estatus oficial
El moksha es uno de los tres idiomas oficiales en Mordovia. El derecho a tener su propia lengua está garantizado por su constitución. No hay ninguna ley especial de lenguaje regulando el uso del moksha. Las Cortes y las agencias gubernamentales en Mordovia seguirán sus procedimientos y los documentos oficiales en los idiomas moksha, erzya y ruso.

## Sistema de escritura
El moksha se escribe en alfabeto cirílico, con reglas ortográficas idénticas al ruso y como consecuencia de eso las vocales e, ä, ə no se indican de forma consistente. La versión moksha del alfabeto cirílico tiene varias letras extras, ya sean dígrafos o letras aisladas con diacríticos. Aunque el uso del alfabeto latino para el moksha fue oficialmente aprobado el 25 de junio de 1932 por el Comité Central Pansoviético para el nuevo alfabeto (VTsKNA) adjunto al Sóviet de las Nacionalidades del Comité Ejecutivo Central de la Unión Soviética (en ruso: Всесоюзный Центральный Комитет нового алфавита (ВЦКНА) при Совете национальностей ЦИК СССР), pero nunca fue introducido.
Código SIL:  MDF
ISO 639-2:  mdf

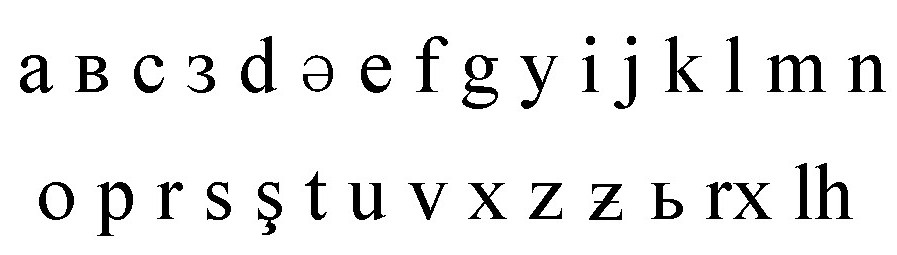
Alfabeto Latino Moksha 1930s

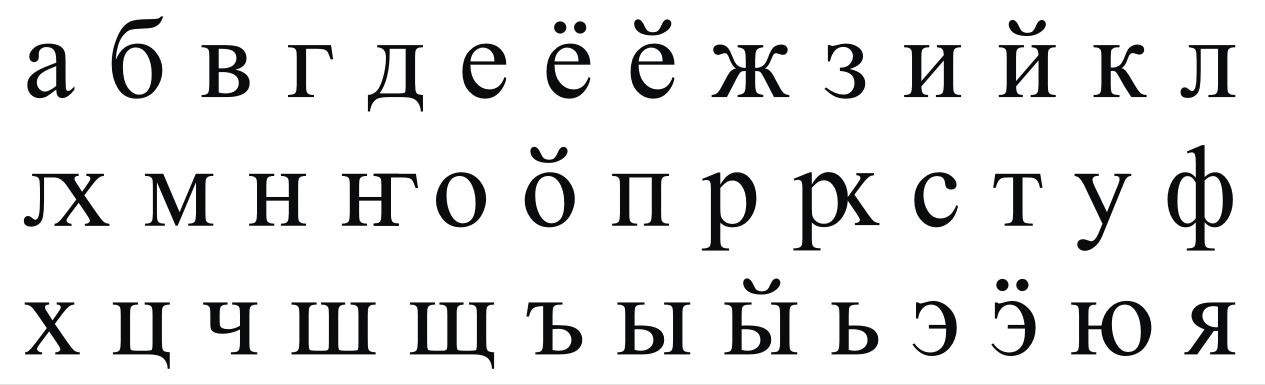
Alfabeto Cirílico 1924-1927

- Alfabeto Latino (1930s): A/a, B/в, C/c, Ç/ç, D/d, Ə/ә, E/e, F/f, G/g, Y/y, I/i, J/j, K/k, L/l, M/m, N/n, O/o, P/p, R/r, S/s, Ş/ş, T/t, U/u, V/v, X/x, Z/z, ƶ, ь, rx, lh

- Alfabeto Cirílico Ruso para el Moksha: А/а, Б/б, В/в, Г/г, Д/д, Е/е, Ё/ё, Ж/ж, З/з, И/и, Й/й, К/к, Л/л, М/м, Н/н, О/о, П/п, Р/р, С/с, Т/т, У/у, Ф/ф, Х/х, Ц/ц, Ч/ч, Ш/ш, Щ/щ, Ъ/ъ, Ы/ы, Ь/ь, Э/э, Ю/ю, Я/я

- Alfabeto Latino Alternativo: Aa, Ää, Bb, Cc, Dd, Ee, Ff, Gg, Hh, Ii, Jj, Kk, Ll, Mm, Nn, Oo, Pp, Qq, Rr, Ss, Tt, Uu, Vv, Ww, Xx, Yy, Zz

### Pronunciación del alfabeto cirílico
|  | Letra | Sonido           |
|  | ----- | ---------------- |
|  | А а   | [a], [ə]         |
|  | Б б   | [b]              |
|  | В в   | [v]              |
|  | Г г   | [g]              |
|  | Д д   | [d]              |
|  | Е е   | [e]              |
|  | Ё ё   | [yo]             |
|  | Ж ж   | [ʒ]              |
|  | З з   | [z]              |
|  | И и   | [i]              |
|  | Й й   | [y]              |
|  | К к   | [k]              |
|  | Л л   | [l]              |
|  | М м   | [m]              |
|  | Н н   | [n]              |
|  | О о   | [o], [ə]         |
|  | П п   | [p]              |
|  | Р р   | [r]              |
|  | С с   | [s]              |
|  | Т т   | [t]              |
|  | У у   | [u]              |
|  | Ф ф   | [f]              |
|  | Х х   | [j]              |
|  | Ц ц   | [ts]             |
|  | Ч ч   | [ch]             |
|  | Ш ш   | [ʃ]              |
|  | Щ щ   | [ʃt͡ʃ]            |
|  | Ъ ъ   | signo duro, [u]  |
|  | Ы ы   | [i]              |
|  | Ь ь   | signo débil, [ɨ] |
|  | Э э   | [ye]             |
|  | Ю ю   | [yu]             |
|  | Я я   | [ya]             |

### Literatura
Antes de 1917 se publicaron cerca de cien libros y folletos, la mayoría de carácter religioso. Junto con ellos, había más de 200 manuscritos que no se imprimieron, entre ellos unas 50 listas de palabras. En el siglo XIX la Sociedad Rusa-Otordoxa de Misioneros en Kazán publicó libros elementales Mokshas del Ruso para los Mokshas. Además, el moksha empezó a desarrolla un cierto papel como lengua poética. De este modo, el gran estudioso nativo Makar Yevséviev (:ru:Макар Евсевьев) publicó canciones folklóricas moksha y las imprimió en un solo volumen en 1897. En el periodo soviético temprano, la mayor parte de trabajos publicados giraban en torno a temas sociales y políticos. La impresión de libros moksha ya estaba completa en Moscú antes del establecimiento del Distrito de Mordovia (Ókrug de Mordovia o Мордовский округ) en 1928. Las conferencias oficiales en 1928 y 1935 concluyeron que el dialecto del noroeste se convertiría en la base del idioma literario moksha.

## Expresiones comunes
| Moksha                                          | Transliteración                                   | Ruso                                  | Español                                |
| ----------------------------------------------- | ------------------------------------------------- | ------------------------------------- | -------------------------------------- |
| И́на                                             | Ína                                               | Да                                    | Sí                                     |
| Э́ле                                             | Yele                                              | Да                                    | Sí                                     |
| Пара                                            | Para                                              | Ладно                                 | Bueno                                  |
| Аф                                              | Af                                                | Не                                    | No (Not en inglés)                     |
| Аш                                              | Ash                                               | Нет                                   | No                                     |
| Шумбрáт!                                        | Shumbrát!                                         | Здравствуй!                           | Hola                                   |
| Шумбрáтада!                                     | Shumbrátada!                                      | Здравствуйте!                         | Hola (de dos o más personas)           |
| Сюк(пря)!                                       | Syuk(prya)!                                       | Привет! ("поклон"), Добро пожаловать! | Hola (Bienvenido)                      |
| Ульхть шумбрá!                                  | Uljt shumbrá!                                     | Будь здоров!                          | Ten cuidado                            |
| Ýледа шумбрáт!                                  | Úleda shumbrát!                                   | Будьте здоровы!                       | ¡Tengan cuidado (dos o más personas)!  |
| Кóда тéфне?                                     | Koda téfne?                                       | Как дела?                             | ¿Cómo van las cosas/Cómo estas?        |
| Кóда э́рят?                                      | Koda yéryat?                                      | Как поживаешь?                        | ¿Qué haces?                            |
| Лац! Цéбярьста!                                 | Lats! Tsebyarsta!                                 | Неплохо! Замечательно!                | ¡Bien! ¡Muy bien!                      |
| Ня́емозонк!                                      | Nyáemazonk!                                       | До свидания!                          | ¡Adiós!                                |
| Вáндыс!                                         | Vands!                                            | До завтра!                            | ¡Te veo mañana!                        |
| Шумбрáста пáчкодемс!                            | Shumbrásta páchkodems!                            | Счастливого пути!                     | ¡Tengan un buen viaje!                 |
| Пáра áзан - лéздоманкса! - сéмбонкса!           | Pára ázan - lézdamanksa! - sembonksa!             | Благодарю - за помощь! - за всё!      | ¡Gracias - por ayudar! - por todo!     |
| Аш мéзенкса!                                    | Ash mézenksa!                                     | Не за что!                            | ¡No del todo!                          |
| Прости́ндамак!                                   | Prostíndamak!                                     | Извини!                               | ¡Lo siento!                            |
| Прости́ндамасть!                                 | Prostíndamast!                                    | Извините!                             | ¡Lo siento (dos o más personas)!       |
| Тят кя́жиякшне!                                  | Tyat kyázhijakshne!                               | Не сердись!                           | Nunca pensé en herirte                 |
| Ужя́ль!                                          | Uzhyalj!                                          | Жаль!                                 | Es una lástima                         |
| Кóда тонь лéмце?                                | Koda tonj lemtse?                                 | Как тебя зовут?                       | ¿Cuál es tu nombre?                    |
| Монь лéмозе...                                  | Mon lémaze...                                     | Меня зовут...                         | Mi nombre es...                        |
| Мъзя́ра тейть ки́зода?                            | Mezyára teyt kízada?                              | Сколько тебе лет?                     | ¿Cuántos años tienes?                  |
| Мъзя́ра тейнза ки́зода?                           | Mezyara teynza kízada?                            | Сколько ему (ей) лет?                 | ¿Cuántos años tiene el/ella?           |
| Тéйне... ки́зот.                                 | Téyne... kízot.                                   | Мне... лет.                           | Tengo ... años.                        |
| Тéйнза... ки́зот.                                | Téynza... kízot.                                  | Ему (ей)... лет.                      | Él/ella tiene ... años.                |
| Мярьк сувáмс?                                   | Myark suváms?                                     | Разреши войти?                        | ¿Puedo entrar?                         |
| Мярьк óзамс?                                    | Myark ózams?                                      | Разреши сесть?                        | ¿Puedo sentarme?                       |
| Óзак.                                           | Ózak.                                             | Присаживайся.                         | Toma asiento.                          |
| О́зада.                                          | Ózada.                                            | Присаживайтесь.                       | Tomen asiento.                         |
| Учт аф лáмос.                                   | Ucht af lámos.                                    | Подожди немного.                      | Por favor espere.                      |
| Мярьк тáргамс?                                  | Myark targams?                                    | Разреши закурить?                     | ¿Puedo fumar?                          |
| Тáргак.                                         | Tárgak.                                           | Кури(те).                             | Puedes fumar.                          |
| Тáргада.                                        | Tárgada.                                          | Курите.                               | Pueden fumar.                          |
| Аф, э́няльдян, тят тáрга.                        | Af, yényaldyan, tyat tárga.                       | Нет, пожалуйста, не кури.             | No, por favor, no fume.                |
| Кóрхтак аф ламода сяда кайгиста (сяда валомне). | Kórjtak af lamoda sjada kaygista (syada valomne). | Говори немного погромче (тише).       | Por favor hable más fuerte (más bajo). |
| Аст ни́нге весть.                                | Ast nínge vest.                                   | Повтори ещё раз.                      | Repítelo una vez más.                  |
| Гáйфтек тéйне.                                  | Gáyftek téyne.                                    | Позвони мне.                          | Llámame.                               |
| Гáйфтеда тéйне.                                 | Gáyfteda téyne.                                   | Позвоните мне.                        | Llámenme.                              |
| Гáйфтек тéйне сяда мéле.                        | Gáyftek téynä syada méle.                         | Перезвоните мне позже.                | Llámame después.                       |
| Сувáк.                                          | Suvák.                                            | Войди.                                | Pasa.                                  |
| Сувáда.                                         | Suvada.                                           | Войдите.                              | Pasen.                                 |
| Ётак.                                           | Yotak.                                            | Проходи.                              | Entra.                                 |
| Ётада.                                          | Yotada.                                           | Проходите.                            | Entren.                                |
| Шáчема ши́цень мáрхта!                           | Sháchema shítsen márjta!                          | С днём рождения!                      | ¡Feliz cumpleaños!                     |
| Áрьсян тейть пáваз!                             | Ársyan teyt pávaz!                                | Желаю тебе счастья!                   | ¡Te deseo felicidades!                 |
| Áрьсян тейть óцю сатфкст!                       | Ársyan teyt ótsyu satfkst!                        | Желаю тебе больших успехов!           | ¡Te deseo un gran éxito!               |
| Тонь шумбраши́цень и́нкса!                        | Ton shumbrashítsen ínksa!                         | За твое здоровье!                     | ¡Salud! / ¡A tu salud!                 |
| Од Ки́за мáрхта!                                 | Od Kíza márjta!                                   | С Новым годом!                        | Feliz año nuevo                        |
| Рóштува мáрхта!                                 | Roshtuva marxta!                                  | С Рождеством!                         | Feliz Navidad                          |
| Тóньге стáне!                                   | Tonge stáne!                                      | Тебя также!                           | Lo mismo a ti                          |